# Eupseudosoma agramma
Eupseudosoma agramma är en fjärilsart som beskrevs av George Francis Hampson 1901. Eupseudosoma agramma ingår i släktet Eupseudosoma och familjen björnspinnare. Inga underarter finns listade i Catalogue of Life.